# Rich Ross
Rich Ross (* im 20. Jahrhundert in New York City) ist ein US-amerikanischer Manager.

## Leben
Ross studierte an der University of Pennsylvania und an der Fordham University in New York City. Von 2004 bis 2009 war er Präsident von Disneys Fernsehsparte Disney Channels Worldwide. Von 2009 bis 2012 war Ross als Nachfolger von Dick Cook Chairman der Filmsparte The Walt Disney Studios in Burbank, Kalifornien. Ross lebt mit seinem Lebensgefährten in Los Angeles. Das Paar ist seit über 20 Jahren liiert.